# Segamat
Segamat és un districte de l'estat de Johore a Malàisia, amb una superfície de 2.851,26 km² i una població de 198.142 habitants (2005). Està situat al nord-oest de l'estat, al límit amb l'estat de Negeri Sembilan. La capital és Segamat.
La ciutat es va formar després del 1511 quan el bendahara (primer ministre) de Malaca en fuita s'hi va aturar, va beure aigua d'un riu i la va trobar frecs i va dir (Segar Amat = que fresca); com que ningú sabia el nom del riu li va dir Segar Amat del que va derivar Segamat que va passar al poble proper de Rantau Panjang. Un governador es va instal·lar a la regió, que era propera a Malaca ocupada pels portuguesos. Al segle xviii va caure en mans dels Minangkabau i va quedar integrada com estat dins la federació de Sri Menanti però al darrer quart del segle xix els britànics van retornar l'estat als sobirans de Johore (descendents dels sultans de Malaca), dels dominis dels quals des de llavors va formar part. El 1933 es va constituir en un dels 8 districtes de l'estat (abans eren 4).
El districte està dividit en 11 mukim:
- Mukim Sungai Segamat
- Mukim Gemereh
- Mukim Bekok
- Mukim Jabi
- Mukim Sermin
- Mukim Buloh Kasap
- Mukim Jementah
- Mukim Pogoh
- Mukim Labis
- Mukim Chaah
- Mukim Gemas

La bandera de Segamat és partida horitzontalment vermell sobre blau marí, amb una mitja lluna i estel daurats al centre (les puntes de la mitja lluna cap al pal) rodejada d'onze estrelles blanques.